# Csodacsibe
A Csodacsibe (eredeti cím: Chicken Little) 2005-ben bemutatott amerikai 3D-s számítógépes animációs filmvígjáték, amely a 46. Disney-film, rendezője Mark Dindal. Az animációs játékfilm producere Randy Fullmer. A forgatókönyvet Steve Bencich és Ron J. Friedman írta, a zenéjét John Debney szerezte. A mozifilm a Walt Disney Pictures és a Walt Disney Feature Animation gyártásában készült, a Buena Vista Pictures forgalmazásában készült.
Amerikában 2005. november 4-én, Magyarországon 2005. november 24-én mutatták be a mozikban.
Kránitz Lajosnak ez volt az utolsó szinkronmunkája a 2005 júliusában bekövetkezett halála előtt. Magyarországon ez volt az első olyan Disney film, amit a Fórum Hungary forgalmazásában jelent meg a mozikban.

## Cselekmény
Közlik Csöpi, a kis csibe hatalmas pánikot okoz, amikor mindenkit riadóztat, mert a fejére pottyant az ég egy darabja. Természetesen senki nem hisz neki, s nagy bánatára még édesapja is azt gondolja, hogy valami nincs rendben nála, és valójában egy közönséges makk esett a fejére. A kisváros lakói a kezdeti pánik után egyszerű bolondnak könyvelik el a jóravaló baromfit, akinek igencsak igyekeznie kell, hogy visszanyerje édesapja bizalmát. Már-már sikerül is neki, amikor megtörténik a baj: már megint furcsa dolgok potyognak az égből és hamarosan az is kiderül, hogy hatalmas veszély fenyegeti a várost. Ám erről egyelőre csak Csöpi és barátai tudnak, hiszen úgysem hinne nekik senki.

## Szereplők
| Szereplő                     | Eredeti hang | Magyar hang         |
| ---------------------------- | --- | ------------------- |
| Kotlik Csöpi                 | Zach Braff | Csőre Gábor         |
| Kotlik Csöpi                 | Egy legkisebb váltólázas csibefiú.                                                                                       |                     |
| Kotlik Csipi                 | Garry Marshall | Reviczky Gábor      |
| Kotlik Csipi                 | Csöpi apja, aki az elhunyt felesége hagyta rá a gyerekgondoskodással.                                                    |                     |
| Tőkés Ruci                   | Joan Cusack | Janza Kata          |
| Tőkés Ruci                   | Egy rút kiskacsalány, Csöpi barátnője.                                                                                   |                     |
| Hurkássy Toka                | Steve Zahn | Kerekes József      |
| Hurkássy Toka                | Egy nagy kövér malacfiú, Csöpi barátja.                                                                                  |                     |
| Veress Fondorka              | Amy Sedaris | Létay Dóra          |
| Veress Fondorka              | Egy fogszabályzós rókalány, Lúdmilla barátnője, aki folyton csúfolja Csöpit a kicsinysége, és Rucit is a csúfsága miatt. |                     |
| Gács Lúdmilla                | Mark Walton | Liptai Claudia      |
| Gács Lúdmilla                | Egy disznófarok hajú libalány, Fondorka barátnője, aki egyet ért vele.                                                   |                     |
| Rambo                        | Fred Willard | Forgács Gábor       |
| Rambo                        | Egy vörös háromszemű marslakók vezére, Kirby apja, Tina férje.                                                           |                     |
| Tina                         | Catherine O’Hara | Orosz Helga         |
| Tina                         | Egy sárga marslakó hölgy, Kirby anyja, Rambo felesége.                                                                   |                     |
| Kopaszics Pösze polgármester | Don Knotts | Harsányi Gábor      |
| Kopaszics Pösze polgármester | Egy pulyka, Tölgymakk város polgármestere.                                                                               |                     |
| Jerkeházy Bertalan úr        | Patrick Stewart | Jakab Csaba         |
| Jerkeházy Bertalan úr        | Egy juh tanár az iskolában.                                                                                              |                     |
| Tornatanár                   | Mark Dindal | Gesztesi Károly     |
| Tornatanár                   | A szigorú medve edző a iskolában.                                                                                        |                     |
| Riporter az EB-n             | Harry Shearer | Gundel Takács Gábor |
| Riporter az EB-n             | Egy kutya riporter, az EB-TV csoport tagja.                                                                              |                     |
| Tusnádi Böki                 | Mark Dindal | Ganxsta Zolee       |
| Tusnádi Böki                 | Egy Rapos tarajos sül fiú, Csöpi barátja.                                                                                |                     |
| Űrlény zsaru                 | Patrick Warburton | Vass Gábor          |
| Űrlény zsaru                 | Rambo egyik embere. |                     |
| Vicsor igazgató úr           | Wallace Shawn | Rudas István        |
| Vicsor igazgató úr           | Egy kutya, az iskola igazgatója.                                                                                         |                     |
| Rodriguez                    | Joe Whyte | Aigner Szilárd      |
| Rodriguez                    | Egy medve a baseballstadionban.                                                                                          |                     |
| Makk kabala                  | Joe Whyte | Hamvas Dániel       |
| Makk kabala                  | Makknak öltözött kutya a baseballstadion kabalababája.                                                                   |                     |
| Baseball bíró                | Joe Whyte | Seszták Szabolcs    |
| Baseball bíró                | A szamár, a baseballstadion bírája.                                                                                      |                     |
| Hurkássy mama                | Kelly Hoover | Némedi Mari         |
| Hurkássy mama                | Toka anyja |                     |
| Ace, filmbeli Kotlik Csöpi   | Adam West | Dörner György       |
| Ace, filmbeli Kotlik Csöpi   | Egy nagy délceg kakas, Kotlik Csöpi szerepében.                                                                          |                     |
| Filmbeli Ruci                | Dara McGarry | Kisfalvi Krisztina  |
| Filmbeli Ruci                | Egy elbűvölő, csinos kacsa hölgy. Tőkés Ruci szerepében.                                                                 |                     |
| Filmbeli Haladár             | Will Finn | Kautzky Armand      |
| Filmbeli Haladár             | Egy beszédes aranyhal, Haladár szerepében.                                                                               |                     |
| Filmbeli Toka                | Mark Kennedy | Kránitz Lajos       |
| Filmbeli Toka                | Egy kövér merész kandisznó, Hurkássy Toka szerepében.                                                                    |                     |
| Haladár                      | Dan Molina | saját hangján       |
| Haladár                      | Az aranyhalfiú, aki vízzel teli búvársisakot visel, Csöpi barátja.                                                       |                     |
| Kirby                        | Sean Elmore Evan Dunn Matthew Michael Josten                                                                             | saját hangján       |
| Kirby                        | A kis narancssárga űrlény fiú.                                                                                           |                     |

## Betétdalok
| Magyar                | Magyar                                                              | Angol                         | Angol                                                            |
| Dal                   | Előadó                                                              | Dal                           | Előadó                                                           |
| --------------------- | ------------------------------------------------------------------- | ----------------------------- | ---------------------------------------------------------------- |
| Miért hibáztam        | Zareczky Miklós                                                     | One Little Slip               | Jim Scott                                                        |
| Épp elég              | Szolnoki Péter                                                      | All I Know                    | Frank Wolf                                                       |
| Ne törd a szívem szét | Kerekes József Létay Dóra Reviczky Gábor Harsányi Gábor Jakab Csaba | Ain't No Mountain High Enough | Steve Zahn Amy Sedaris Garry Marshall Don Knotts Patrick Stewart |